# Всероссийский турнир любителей 1912 (Саратов)
Всероссийский турнир любителей 1912 — шахматный турнир, проходивший в июле—августе 1912 г. в Саратове. В турнире приняли участие 18 игроков.
Итоги:
- 1-2 места – В. Розанов, К. Розенкранц — по 14 очков;
- 3-4 места – Ф. Богатырчук, Ю. Вигдорчик — по 13 очков;
- 5-е место – Э. Тальвик — 10½ очков.